# Chamyna modesta
Chamyna modesta là một loài bướm đêm trong họ Erebidae.